# Наумовка (Калининградская область)
Наумовка — посёлок в Гурьевском городском округе Калининградской области. До 2014 года входило в состав Храбровского сельского поселения.

## История
Поселение Герменен было основано в 1331 году.
В 1946 году Герменен был переименован в поселок Наумовку

## Население
| 2002 | 2010 |
| ---- | ---- |
| 64   | ↗85  |